# Gouvernement Pachinian II
Pour les articles homonymes, voir Gouvernement Pachinian.
Arménie
Pachinian I Pachinian III

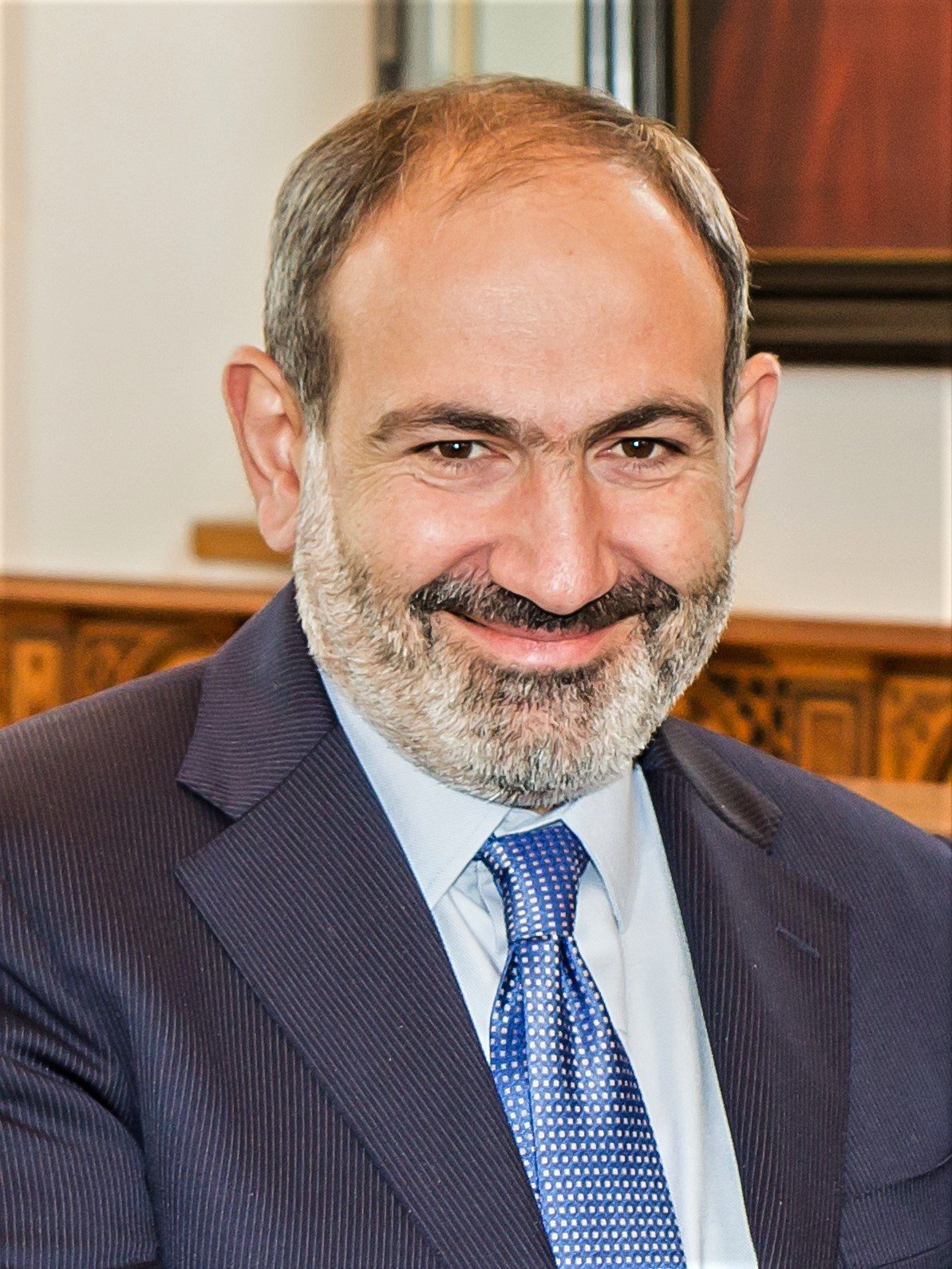

Le gouvernement Pachinian II est le gouvernement de l'Arménie du 19 janvier 2019 au 2 août 2021.

## Majorité et historique
Il succède au gouvernement Pachinian I, gouvernement minoritaire formé peu après la révolution arménienne de 2018 qui a chassé du pouvoir le Parti républicain d'Arménie de l'ancien président Serge Sarkissian.

### Formation
Le nouveau gouvernement est formé à la suite des élections législatives arméniennes de 2018. À l'issue du scrutin, l'Alliance « Mon pas » remporte une victoire écrasante, celle-ci réunissant à elle seule plus de 70 % des suffrages exprimés, loin devant les autres partis qui se cantonnent quant à eux à des résultats à un chiffre et dont seuls deux d'entre eux franchissent le seuil électoral de 5 %.
Le 14 janvier 2019, Nikol Pachinian est de nouveau nommé Premier ministre. Le 18 avril, le gouvernement est restructuré.

### Succession
Le 10 novembre 2020, une déclaration conjointe du président de la République d'Azerbaïdjan, du Premier ministre d'Arménie et du président de la fédération de Russie sur un cessez-le-feu complet et toutes les hostilités dans la zone du Haut-Karabakh met fin à la guerre de 2020 au Haut-Karabagh.
Des manifestations éclatent à Erevan en réaction à cette nouvelle. Pachinian réagit en proposant en retour la formation d'un gouvernement d'unité nationale dont il garderait la tête avant la tenue d'élections en 2021.
Le 25 février, le chef d'état-major de l'armée Onik Gasparian et plusieurs généraux demandent également la démission de Pachinian. Celui-ci répond en demandant à ses partisans de se rassembler dans les rues de la capitale, en limogeant Gasparian et en condamnant ce qu'il considère comme une « tentative de coup d’État militaire »,.
Nikol Pachinian propose le 1er mars suivant d’organiser des élections législatives anticipées, à la condition que l'opposition parlementaire y soit favorable. Le 18 mars, il décide de fixer la date des élections au 20 juin suivant. Fin mars, Pachinian annonce sa démission d'ici avril pour provoquer le scrutin. Celle-ci intervient le 25 avril. Le 2 août, Nikol Pachinian est de nouveau nommé Premier ministre.

## Composition

### Initiale (janvier 2019)
- Les nouveaux ministres sont indiqués en gras, ceux ayant changé d'attributions en italique.

| Poste                                                                            | Titulaire | Titulaire                                     | Parti |
| -------------------------------------------------------------------------------- | --------- | --------------------------------------------- | ----- |
| Premier ministre                                                                 |           | Nikol Pachinian                               | KP    |
| Vice-Premier ministre                                                            |           | Tigran Avinian                                | KP    |
| Vice-Premier ministre                                                            |           | Mher Grigorian                                | Sans  |
| Ministre de l'Agriculture                                                        |           | Gegham Gevorgian a.i. (jusqu'au 23/01/2019)   | Sans  |
| Ministre de l'Administration territoriale et du Développement                    |           | Souren Papikian                               | KP    |
| Ministre des Affaires étrangères                                                 |           | Zohrab Mnatsakanyan                           | Sans  |
| Ministre de la Défense                                                           |           | Davit Tonoian                                 | Sans  |
| Ministre du Développement économique et de l'Investissement                      |           | Tigran Khachatrian                            | Sans  |
| Ministre de l'Éducation et des Sciences                                          |           | Arayik Haroutiounian                          | KP    |
| Ministre des Finances                                                            |           | Atom Janjoughazian                            | Sans  |
| Ministre des Infrastructures énergétiques et des Ressources naturelles           |           | Garegin Baghramian a.i. (jusqu'au 23/01/2019) | Sans  |
| Ministre de la Justice                                                           |           | Artak Zeynalian                               | H     |
| Ministre de la Protection de la nature                                           |           | Erik Grigorian                                | Sans  |
| Ministre de la Santé                                                             |           | Arsen Torosian                                | Sans  |
| Ministre des Situations d'urgence                                                |           | Feliks Tsolakian                              | Sans  |
| Ministre des Sports et des Affaires de la jeunesse                               |           | Gabriel Ghazarian a.i. (jusqu'au 23/01/2019)  | Sans  |
| Ministre des Transports, des Communications et des Technologies de l'information |           | Hakob Archakian                               | KP    |
| Ministre du Travail et des Affaires sociales                                     |           | Zarouhi Batoian                               | KP    |

### Remaniement du 3 juin 2019
- Les nouveaux ministres sont indiqués en gras, ceux ayant changé d'attributions en italique.

| Poste                                                              | Titulaire | Titulaire | Parti |
| ------------------------------------------------------------------ | --------- | --- | ----- |
| Premier ministre                                                   |           | Nikol Pachinian | KP    |
| Vice-Premier ministre                                              |           | Tigran Avinian | KP    |
| Vice-Premier ministre                                              |           | Mher Grigorian | Sans  |
| Ministre de l'Administration territoriale et des Infrastructures   |           | Souren Papikian | KP    |
| Ministre des Affaires étrangères                                   |           | Zohrab Mnatsakanyan (jusqu'au 18/11/2020) Ara Ayvazyan (jusqu'au 27/05/2021) Armen Grigorian a.i. (à partir du 14/07/2021) | Sans  |
| Ministre de la Défense                                             |           | Davit Tonoian (jusqu'au 16/11/2020)                                                                                        | Sans  |
| Ministre de la Défense                                             |           | Vagharshak Haroutiounian (jusqu'au 20/07/2021)                                                                             | H     |
| Ministre de la Défense                                             |           | Archak Karapetian a.i. | Sans  |
| Ministre de l'Économie                                             |           | Tigran Khachatrian (jusqu'au 26/11/2020) Vahan Kerobian                                                                    | Sans  |
| Ministre de l'Éducation, des Sciences, de la Culture et des Sports |           | Arayik Haroutiounian (jusqu'au 24/11/2020)                                                                                 | KP    |
| Ministre de l'Éducation, des Sciences, de la Culture et des Sports |           | Vahram Doumanian | Sans  |
| Ministre des Finances                                              |           | Atom Janjoughazian | Sans  |
| Ministre de la Justice                                             |           | Artak Zeynalian (jusqu'au 19/06/2019)                                                                                      | H     |
| Ministre de la Justice                                             |           | Roustam Badasian | Sans  |
| Ministre de l'Environnement                                        |           | Erik Grigorian (jusqu'au 31/07/2020)                                                                                       | Sans  |
| Ministre de l'Environnement                                        |           | Romanos Petrosian | KP    |
| Ministre de la Santé                                               |           | Arsen Torosian (jusqu'au 18/01/2021) Anahit Avanesian                                                                      | Sans  |
| Ministre des Situations d'urgence                                  |           | Feliks Tsolakian | Sans  |
| Ministre des Hautes technologies                                   |           | Hakob Archakian | KP    |
| Ministre du Travail et des Affaires sociales                       |           | Zarouhi Batoian (jusqu'au 20/11/2020)                                                                                      | KP    |
| Ministre du Travail et des Affaires sociales                       |           | Mesrop Arakelian (jusqu'au 23/04/2021)                                                                                     | AK    |
| Ministre du Travail et des Affaires sociales                       |           | Narek Mkrtchian a.i. | KP    |